# فريدريك جون ميلفيل
فريدريك جون ميلفيل (22 فبراير 1882 - 12 يناير 1940)، كان من هواة جمع الطوابع البريطانيين ومؤلفًا غزير الإنتاج في مجال الطوابع، ومؤسس جمعية هواة جمع الطوابع الصغار. كما كان مؤسساً لجمعية أدب هواة جمع الطوابع في عام 1907. ميلفيل عضو في قاعة مشاهير الجمعية الأمريكية لهواة جمع الطوابع، وكان أحد الموقعين على قائمة هواة جمع الطوابع المتميزين في عام 1921.

## حياته

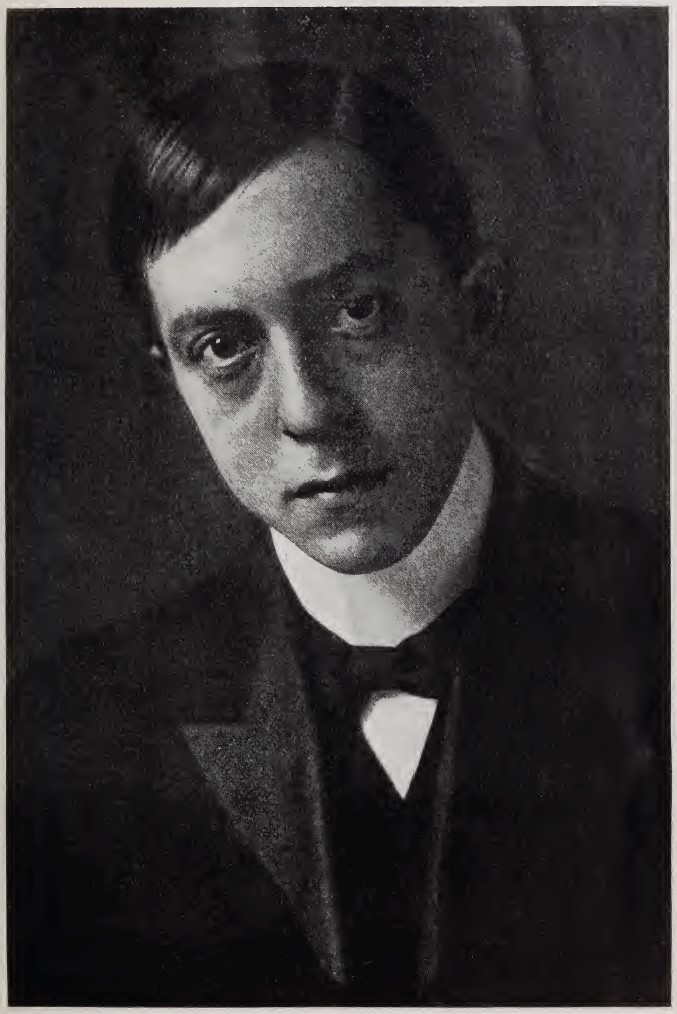
فريدريك ميلفيل في مجلة Philatelic Record سنة 1908

وُلد ميلفيل في إدنبرة عام 1882 لأبوين هما توماس ج. ميلفيل وآني ميلفيل، ولكنه انتقل إلى لندن وهو في الثانية من عمره عندما صار والده الذي كان يعمل صحفيًا مراسلًا لمجلس العموم البريطاني لصحيفة الاسكتلنديين. وكان لديهِ أيضًا شقيقتان كيت وهيلين (السيدة هيلين ب. تيري فيما بعد).
تلقى فريد تعليمه في مدرسة وستمنستر حيث كان محرضًا لمجلة مدرسية هي مجلة نادي مدرسة وستمنستر الميدانية المتحدة. كان يُعرف دائماً باسم فريد فقط.
عندما كان صبيًا صغيرًا لم يتجاوز الحادية عشرة من عمره، اصطحب والده إلى معرض للطوابع البريدية نظمته جمعية هواة الطوابع البريدية في لندن، التي أصبحت الآن الجمعية الملكية لهواة الطوابع البريدية في لندن في شارع أروندل. وفي ذلك المعرض التقى بإدوارد ديني بيكون الذي سلمه نسخة من مجلة الجمعية "لندن هواة الطوابع البريدية".
وفي عام 1899 تقدم بطلب لعضوية الجمعية، ولكن رُفض طلبه لأنه كان دون سن 18 عامًا. ونتيجة لذلك، قام بتأسيس جمعية هواة جمع الطوابع المبتدئين (التي أصبحت الآن الجمعية الوطنية لهواة جمع الطوابع) في العام نفسه. وحققت الجمعية نجاحًا كبيرًا، مستفيدة من الطلب المكبوت على جمعية لهواة جمع الطوابع يمكن لأي شخص الانضمام إليها، وسرعان ما كان على الجمعية الجديدة أن تبحث عن مكان أكبر للاجتماع. وفي عام 1906، شكّل ميلفيل فرعًا للجمعية في مانشستر. كان ملفيل رئيسًا للجمعية منذ البداية حتى وفاته، كما حرر مجلة الجمعية "عاشق الطوابع".
لم يكن ميلفيل في صحة جيدة ولم يخدم في الجيش أثناء الحرب العالمية الأولى.

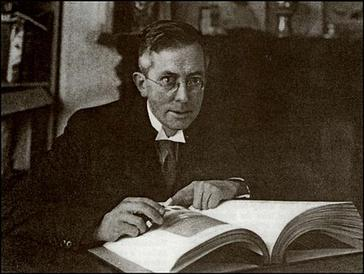
صورة فريدريك جون ميلفيل

## التأليف

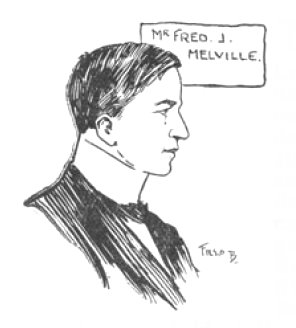
فريد ملفيل، كما ظهر في صورة في مجلة جيبونز ستامبس الأسبوعية، فبراير 1905، في وقت معرض طوابع البريد الصغير.

ألّف ميلفيل أكثر من 100 كتاب ولا تزال أعماله من أكثر الكتب شيوعاً في مجال جمع الطوابع.
وفي عام 1897 كتب ونشر بنفسهِ كتيباً من ثماني صفحات بعنوان "جمع الطوابع" بسعر بنس واحد. شعر فريد بالحرج الشديد من هذا المنشور في السنوات اللاحقة لدرجة أنه اشترى كل النسخ التي عُرضت للبيع، مما أدى إلى أن أصبح الآن من الأشياء النادرة جداً. وفي عام 1899 أصبح محرر قسم الطوابع في مجلة صغيرة تُعرف باسم هاردمانز ميسكيلاني. وبعد ذلك بفترة وجيزة أطلق مجلته الخاصة "جامع الطوابع الصغير" التي استمرت لستة أعداد قبل أن تندمج مع مجلة جامعي الطوابع الأسبوعية. كما ساهم ميلفيل بمقالات عن الطوابع في صحيفة ديلي تلغراف ومجلة العالم الواسع ومجلة ستريتس تايمز في سنغافورة وأخبار لندن المصورة ومجلة جون أو لندن الأسبوعية.
كان كتابهُ الثاني في مجال هواة جمع الطوابع هو A.B.C في جمع الطوابع سنة 1903، والذي حظي بمراجعة مديح كبيرة في مجلة مورلي لهواة جمع الطوابع حيث أُشيد به باعتباره "خالٍ بشكل ملحوظ من الأخطاء التي غالباً ما توجد في أدلة وفهارس الطوابع الرخيصة" على الرغم من وجود خطأ واحد في إغفال الطوابع البرقية والمالية. نُشرت طبعة جديدة في عام 1922 باسم A.B.C. الجديد في جمع الطوابع. تُرجم كتابه طوابع البريد التي تساوي ثروات عام 1908 إلى السويدية والهولندية ونُشر كتابه الأخير بعنوان جمع الطوابع الحديثة في 6 مايو 1940، وهو الذكرى المئوية لإصدار طابع البنس الأسود. قام ميلفيل أيضاً بتحرير مجلة طوابع البريد (1909-1929)، ومجلة جامع الطوابع الأسبوعية (1921-1939)، ومجلة الطوابع البريطانية (1932-1939). كما كتب أيضاً مسرحية "السيدة المزورة" التي تتناول موضوع هواة جمع الطوابع، وهي مسرحية أصلية نشرتها جمعية هواة جمع الطوابع الصغار. عُرضت المسرحية لأول مرة في عام 1906 في الحفل السنوي للجمعية في مسرح بيجو، شارع آرتشر، لندن. وفقًا لبراين بيرش، استخدم ميلفيل الاسم المستعار الآنسة فيت كتورية عن الأخطاء في الطوابع عند الكتابة عن أخطاء الطوابع.
أما خارج مجال الطوابع، فقد كان ميلفيل محررًا لمكتبة هارتسيس ومجلة كوزي كورنر ومجلة الكلمات الطيبة ومجلة صنداي. وتُعزى مهارة ملفيل كصحفي جزئياً إلى التدريب الذي تلقاه على يد بارون الصحافة السير ألفريد هارمسوورث، الذي أصبح فيما بعد اللورد نورثكليف، مؤسس صحيفة ديلي ميرور والبريد.

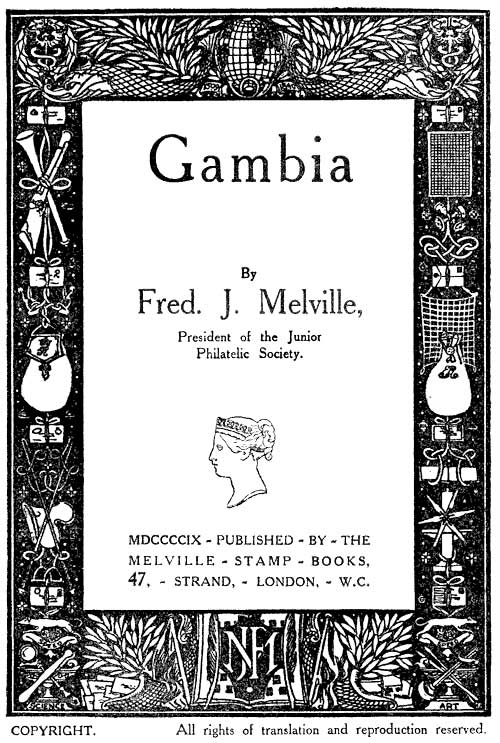
صفحة العنوان من كتاب نُشر عام 1909.

## طوابع بريدية منظمة
كان ميلفيل نشطاً في العديد من فروع هواة جمع الطوابع. فقد كان عضواً في الجمعية المالية لهواة جمع الطوابع منذ عام 1911، وخدم في العديد من لجان تحكيم معارض الطوابع. فاز بكأس المؤتمر في مؤتمر هواة جمع الطوابع في بريطانيا العظمى عام 1935، عن عمله "حياة المزورين" وعندما تأسست جمعية تاريخ البريد عام 1936، انتُخب كأول رئيس للجمعية. ظهر في الكتاب الأزرق لهواة الطوابع لعام 1938 حيث يظهر تخصصه في أدب الطوابع وعنوانه 10 أ طريق أردبرغ، هيرن هيل، لندن.
نظّم ملفيل المعرض الإمبراطوري للطوابع البريدية عام 1908 ومعرض الطوابع الحربية عام 1915 وأول معرض دولي للبريد الجوي APEX عام 1934. كما قام أيضاً بتحرير كتالوجات المعارض الدولية لهواة جمع الطوابع التي أُقيمت في لندن في عامي 1912 و1923. وفي عام 1915، نظم ملفيل معرضاً بعنوان طوابع الحرب مع شاي التانغو في مطعم فلورنسا في لندن. وبالإضافة إلى معرض الطوابع، كانت هناك أوركسترا تعزف يوميًا وقيل إن ميلفيل كان "الوحيد الذي تحدى تعقيدات التانجو وبوسطن وماكسيكس".
على الرغم من أن ميلفيل كان مؤلفًا وصحفيًا في المقام الأول، إلا أنه كان يتعامل أيضًا في الطوابع، وقد ظهر إعلان على صفحة كاملة في مجلة محبي الطوابع في يونيو 1920، يعرض طوابع للبيع من شركة فريد ج. ميلفيل المحدودة.

## وفاته
تُوفي ميلفيل عن عمر يناهز 57 عامًا في 12 يناير 1940. وقد أُقيمت جنازته في مقبرة لامبيث، توتنج، لندن في 16 يناير. وفي عام 1941، اضيف اسمه بعد وفاته إلى قاعة مشاهير الجمعية الأمريكية لهواة طوابع البريد. وبعد وفاته، اشترت مكتبة الكونجرس الأمريكية مكتبة ميلفيل الواسعة الخاصة بهواة جمع الطوابع، ولكن لم تسلم للمكتبة حتى عام 1947 بسبب آثار الحرب العالمية الثانية. وهي اليوم مقسمة بين تلك المكتبة ومكتبة المتحف البريدي الوطني، وهي جزء من مكتبات مؤسسة سميثسونيان.

## اقرأ أيضا
- Williams, L.N. & M., A "Melville" Bibliography, H.F. Johnson, London, 1941. (Reprinted with additions and amendments from The Stamp Lover, January to May 1941.)